# Теорема о свёртке
Теорема о свёртке — математическое утверждение, которое гласит, что при подходящих условиях преобразование Фурье свёртки двух функций (или сигналов) является поточечным произведением их преобразований Фурье. В более общем случае свёртка в одной области (например, во временной) равна точечному умножению в другой области (например, в частотной). Другие версии теоремы о свёртке применимы к различным преобразованиям Фурье.

## Функции непрерывной переменной
Рассмотрим две функции {\displaystyle u(x)} и {\displaystyle v(x)} с соответствующими преобразованиями Фурье {\displaystyle U} и {\displaystyle V}:
{\displaystyle {\begin{aligned}U(f)&\triangleq {\mathcal {F}}\{u\}(f)=\int _{-\infty }^{\infty }u(x)e^{-i2\pi fx}\,dx,\quad f\in \mathbb {R} \\V(f)&\triangleq {\mathcal {F}}\{v\}(f)=\int _{-\infty }^{\infty }v(x)e^{-i2\pi fx}\,dx,\quad f\in \mathbb {R} ,\end{aligned}}}
где {\displaystyle {\mathcal {F}}} обозначает оператор преобразования Фурье. Преобразование может быть нормализовано и другим способом, при котором постоянные коэффициенты масштаба (обычно {\displaystyle 2\pi } или {\displaystyle {\sqrt {2\pi }}}) будут фигурировать в теореме о свёртке ниже. Свёртка {\displaystyle u(x)} и {\displaystyle v(x)} определяется как:
{\displaystyle r(x)=\{u*v\}(x)\triangleq \int _{-\infty }^{\infty }u(\tau )v(x-\tau )\,d\tau =\int _{-\infty }^{\infty }u(x-\tau )v(\tau )\,d\tau .}
В данном контексте звёздочка обозначает свёртку, а не обычное умножение. Вместо этого иногда используется символ тензорного произведения {\displaystyle \otimes }.
Теорема о свёртке утверждает, что:ур.8:

| {\displaystyle R(f)\triangleq {\mathcal {F}}\{r\}(f)=U(f)V(f).\quad f\in \mathbb {R} } | \| \| \| \| \| \| \| \| | (Ур. 1a) |
|                                                                                        |                         |          |
|                                                                                        |                         |          |
Применение обратного преобразования Фурье {\displaystyle {\mathcal {F}}^{-1},} даёт следствие:ур.7,10:
| Теорема о свёртке {\displaystyle r(x)=\{u*v\}(x)={\mathcal {F}}^{-1}\{U\cdot V\},\quad } где {\displaystyle \displaystyle \cdot } обозначает поточечное произведение |

|  |  |  |
|  |  |  |

Теорема также в общем случае применима к функциям нескольких переменных.
Рассмотрим функции {\displaystyle u,v} в Lp-пространстве {\displaystyle L^{1}(\mathbb {R} ^{n}),} и преобразования Фурье {\displaystyle U,V}:
{\displaystyle {\begin{aligned}U(f)&\triangleq {\mathcal {F}}\{u\}(f)=\int _{\mathbb {R} ^{n}}u(x)e^{-i2\pi f\cdot x}\,dx,\quad f\in \mathbb {R} ^{n}\\V(f)&\triangleq {\mathcal {F}}\{v\}(f)=\int _{\mathbb {R} ^{n}}v(x)e^{-i2\pi f\cdot x}\,dx,\end{aligned}}}
где {\displaystyle f\cdot x} обозначает скалярное произведение в {\displaystyle \mathbb {R} ^{n}}: {\displaystyle f\cdot x=\sum _{j=1}^{n}{f}_{j}x_{j}} и {\displaystyle dx=\prod _{j=1}^{n}dx_{j}.}
Свёртка {\displaystyle u} и {\displaystyle v} определяется как:
{\displaystyle r(x)\triangleq \int _{\mathbb {R} ^{n}}u(\tau )v(x-\tau )\,d\tau .}
Также:
{\displaystyle \iint |u(\tau )v(x-\tau )|\,dx\,d\tau =\int \left(|u(\tau )|\int |v(x-\tau )|\,dx\right)\,d\tau =\int |u(\tau )|\,\|v\|_{1}\,d\tau =\|u\|_{1}\|v\|_{1}.}
Отсюда по теореме Фубини следует, что {\displaystyle r\in L^{1}(\mathbb {R} ^{n})}. Поэтому его преобразование Фурье {\displaystyle R} определяется интегральной формулой:
{\displaystyle {\begin{aligned}R(f)\triangleq {\mathcal {F}}\{r\}(f)&=\int _{\mathbb {R} ^{n}}r(x)e^{-i2\pi f\cdot x}\,dx\\&=\int _{\mathbb {R} ^{n}}\left(\int _{\mathbb {R} ^{n}}u(\tau )v(x-\tau )\,d\tau \right)\,e^{-i2\pi f\cdot x}\,dx.\end{aligned}}}
Отметим, что, отсюда по приведённому выше аргументу можно снова применить теорему Фубини (то есть поменять порядок интегрирования):
{\displaystyle {\begin{aligned}R(f)&=\int _{\mathbb {R} ^{n}}u(\tau )\underbrace {\left(\int _{\mathbb {R} ^{n}}v(x-\tau )\ e^{-i2\pi f\cdot x}\,dx\right)} _{V(f)\ e^{-i2\pi f\cdot \tau }}\,d\tau \\&=\underbrace {\left(\int _{\mathbb {R} ^{n}}u(\tau )\ e^{-i2\pi f\cdot \tau }\,d\tau \right)} _{U(f)}\ V(f).\end{aligned}}}
Эта теорема также справедлива для преобразования Лапласа, двустороннего преобразования Лапласа и, при соответствующей модификации, для преобразования Меллина и преобразования Хартли (см. теорему об инверсии Меллина). Она может быть распространена на преобразование Фурье абстрактного гармонического анализа, определённого над локально компактными абелевыми группами.

### Периодическая свёртка (коэффициенты ряда Фурье)
Рассмотрим {\displaystyle P}-периодическую функцию {\displaystyle u_{_{P}}} и {\displaystyle v_{_{P}}}, которые могут быть выражены как периодические суммы:
{\displaystyle u_{_{P}}(x)\ \triangleq \sum _{m=-\infty }^{\infty }u(x-mP)}   и   {\displaystyle v_{_{P}}(x)\ \triangleq \sum _{m=-\infty }^{\infty }v(x-mP).}
На практике ненулевая часть компонентов {\displaystyle u} и {\displaystyle v} часто ограничивается продолжительностью {\displaystyle P}, но ничто в теореме этого не требует.
Коэффициенты ряда Фурье:
{\displaystyle {\begin{aligned}U[k]&\triangleq {\mathcal {F}}\{u_{_{P}}\}[k]={\frac {1}{P}}\int _{P}u_{_{P}}(x)e^{-i2\pi kx/P}\,dx,\quad k\in \mathbb {Z} ;\quad \quad \scriptstyle {\text{интегрирование по любому интервалу длины }}P\\V[k]&\triangleq {\mathcal {F}}\{v_{_{P}}\}[k]={\frac {1}{P}}\int _{P}v_{_{P}}(x)e^{-i2\pi kx/P}\,dx,\quad k\in \mathbb {Z} \end{aligned}}}
где {\displaystyle {\mathcal {F}}} обозначает интеграл ряда Фурье.
- Поточечное произведение {\displaystyle u_{_{P}}(x)\cdot v_{_{P}}(x)} также {\displaystyle P}-периодично, и его коэффициенты ряда Фурье задаются дискретной свёрткой {\displaystyle U} и {\displaystyle V}:
- Свёртка:

{\displaystyle {\begin{aligned}\{u_{_{P}}*v\}(x)\ &\triangleq \int _{-\infty }^{\infty }u_{_{P}}(x-\tau )\cdot v(\tau )\ d\tau \\&\equiv \int _{P}u_{_{P}}(x-\tau )\cdot v_{_{P}}(\tau )\ d\tau ;\quad \quad \scriptstyle {\text{интегрирование по любому интервалу длины }}P\end{aligned}}}
также Р-периодична и называется периодической свёрткой.
{\displaystyle {\begin{aligned}\int _{-\infty }^{\infty }u_{_{P}}(x-\tau )\cdot v(\tau )\,d\tau &=\sum _{k=-\infty }^{\infty }\left[\int _{x_{o}+kP}^{x_{o}+(k+1)P}u_{_{P}}(x-\tau )\cdot v(\tau )\ d\tau \right]\quad x_{0}{\text{ — произвольный параметр}}\\&=\sum _{k=-\infty }^{\infty }\left[\int _{x_{o}}^{x_{o}+P}\underbrace {u_{_{P}}(x-\tau -kP)} _{u_{_{P}}(x-\tau ),{\text{ по периодичности}}}\cdot v(\tau +kP)\ d\tau \right]\quad {\text{замена }}\tau \rightarrow \tau +kP\\&=\int _{x_{o}}^{x_{o}+P}u_{_{P}}(x-\tau )\cdot \underbrace {\left[\sum _{k=-\infty }^{\infty }v(\tau +kP)\right]} _{\triangleq \ v_{_{P}}(\tau )}\ d\tau \end{aligned}}}
Соответствующая теорема свёртки имеет вид:

| {\displaystyle {\mathcal {F}}\{u_{_{P}}*v\}[k]=\ P\cdot U[k]\ V[k].} | \| \| \| \| \| \| \| \| | (Ур. 2) |
|                                                                      |                         |         |
|                                                                      |                         |         |
{\displaystyle {\begin{aligned}{\mathcal {F}}\{u_{_{P}}*v\}[k]&\triangleq {\frac {1}{P}}\int _{P}\left(\int _{P}u_{_{P}}(\tau )\cdot v_{_{P}}(x-\tau )\ d\tau \right)e^{-i2\pi kx/P}\,dx\\&=\int _{P}u_{_{P}}(\tau )\left({\frac {1}{P}}\int _{P}v_{_{P}}(x-\tau )\ e^{-i2\pi kx/P}dx\right)\,d\tau \\&=\int _{P}u_{_{P}}(\tau )\ e^{-i2\pi k\tau /P}\underbrace {\left({\frac {1}{P}}\int _{P}v_{_{P}}(x-\tau )\ e^{-i2\pi k(x-\tau )/P}dx\right)} _{V[k],{\text{ по периодичности}}}\,d\tau \\&=\underbrace {\left(\int _{P}\ u_{_{P}}(\tau )\ e^{-i2\pi k\tau /P}d\tau \right)} _{P\cdot U[k]}\ V[k].\end{aligned}}}

## Функции дискретной переменной (последовательности)
Аналогично ур. 1 выводится теорема для случая последовательностей, например, выборок двух непрерывных функций, где теперь F обозначает оператор дискретно-временного преобразования Фурье (ДВПФ). Рассмотрим две последовательности {\displaystyle u[n]} и {\displaystyle v[n]} с преобразованиями {\displaystyle U} и {\displaystyle V}:
{\displaystyle {\begin{aligned}U(f)&\triangleq {\mathcal {F}}\{u\}(f)=\sum _{n=-\infty }^{\infty }u[n]\cdot e^{-i2\pi fn}\;,\quad f\in \mathbb {R} ,\\V(f)&\triangleq {\mathcal {F}}\{v\}(f)=\sum _{n=-\infty }^{\infty }v[n]\cdot e^{-i2\pi fn}\;,\quad f\in \mathbb {R} .\end{aligned}}}
Дискретная свёртка {\displaystyle u} и {\displaystyle v} определяется:
{\displaystyle r[n]\triangleq (u*v)[n]=\sum _{m=-\infty }^{\infty }u[m]\cdot v[n-m]=\sum _{m=-\infty }^{\infty }u[n-m]\cdot v[m].}
Теорема о свёртке для дискретных последовательностей имеет вид:с.60 (2.169):

| {\displaystyle R(f)={\mathcal {F}}\{u*v\}(f)=\ U(f)V(f).} | \| \| \| \| \| \| \| \| | (Ур. 3) |
|                                                           |                         |         |
|                                                           |                         |         |

### Периодическая свёртка
{\displaystyle U(f)} и {\displaystyle V(f)}, как определено выше, являются периодическими с периодом 1. Рассмотрим {\displaystyle N}-периодические последовательности {\displaystyle u_{_{N}}} и {\displaystyle v_{_{N}}}:
{\displaystyle u_{_{N}}[n]\ \triangleq \sum _{m=-\infty }^{\infty }u[n-mN]} и {\displaystyle v_{_{N}}[n]\ \triangleq \sum _{m=-\infty }^{\infty }v[n-mN],\quad n\in \mathbb {Z} .}
Эти функции возникают в результате выборки {\displaystyle U} и {\displaystyle V} с интервалом в {\displaystyle 1/N} и обратного дискретного преобразования Фурье (ДПФ) на N выборках. Дискретная свёртка имеет вид:
{\displaystyle \{u_{_{N}}*v\}[n]\ \triangleq \sum _{m=-\infty }^{\infty }u_{_{N}}[m]\cdot v[n-m]\equiv \sum _{m=0}^{N-1}u_{_{N}}[m]\cdot v_{_{N}}[n-m],}
она также является {\displaystyle N}-периодической и называется периодической свёрткой. Переопределим оператор {\displaystyle {\mathcal {F}}} как N-значное ДПФ, тогда соответствующая теорема имеет вид:с. 548:

| {\displaystyle {\mathcal {F}}\{u_{_{N}}*v\}[k]=\ \underbrace {{\mathcal {F}}\{u_{_{N}}\}[k]} _{U(k/N)}\cdot \underbrace {{\mathcal {F}}\{v_{_{N}}\}[k]} _{V(k/N)},\quad k\in \mathbb {Z} .} | \| \| \| \| \| \| \| \| | (Ур. 4a) |
| |                         |          |
| |                         |          |
И следовательно:

| {\displaystyle \{u_{_{N}}*v\}[n]=\ {\mathcal {F}}^{-1}\{{\mathcal {F}}\{u_{_{N}}\}\cdot {\mathcal {F}}\{v_{_{N}}\}\}.} | \| \| \| \| \| \| \| \| | (Ур. 4b) |
| |                         |          |
| |                         |          |
При соответствующих условиях возможно, что {\displaystyle N}-значная последовательность содержит не содержащий искажений сегмент свёртки {\displaystyle u*v}. Но когда ненулевая часть {\displaystyle u(n)} или {\displaystyle v(n)} последовательности равна или длиннее, чем {\displaystyle N}, неизбежны некоторые искажения. Так происходит, когда последовательность 𝑉(𝑘/𝑁) получается путём прямой дискретизации DTFT бесконечно длинного импульсного отклика § Дискретного преобразования Гильберта.
Для последовательностей {\displaystyle u} и {\displaystyle v}, ненулевая длина которых меньше или равна {\displaystyle N}, окончательное упрощение имеет вид:
| Периодическая свёртка {\displaystyle \{u_{_{N}}*v\}[n]=\ {\mathcal {F}}^{-1}\{{\mathcal {F}}\{u\}\cdot {\mathcal {F}}\{v\}\}.} |

|  |  |  |
|  |  |  |

Эта форма часто используется для эффективной реализации численной свёртки на компьютере. В качестве частичной взаимности было показано, что любое линейное
преобразование, превращающее свёртку в точечное произведение, является ДПФ (вплоть до перестановки коэффициентов).
Вывод во временной области осуществляется следующим образом:
{\displaystyle {\begin{aligned}\scriptstyle {\rm {DFT}}\displaystyle \{u_{_{N}}*v\}[k]&\triangleq \sum _{n=0}^{N-1}\left(\sum _{m=0}^{N-1}u_{_{N}}[m]\cdot v_{_{N}}[n-m]\right)e^{-i2\pi kn/N}\\&=\sum _{m=0}^{N-1}u_{_{N}}[m]\left(\sum _{n=0}^{N-1}v_{_{N}}[n-m]\cdot e^{-i2\pi kn/N}\right)\\&=\sum _{m=0}^{N-1}u_{_{N}}[m]\cdot e^{-i2\pi km/N}\underbrace {\left(\sum _{n=0}^{N-1}v_{_{N}}[n-m]\cdot e^{-i2\pi k(n-m)/N}\right)} _{\scriptstyle {\rm {DFT}}\displaystyle \{v_{_{N}}\}[k]\quad \scriptstyle {\text{due to periodicity}}}\\&=\underbrace {\left(\sum _{m=0}^{N-1}u_{_{N}}[m]\cdot e^{-i2\pi km/N}\right)} _{\scriptstyle {\rm {DFT}}\displaystyle \{u_{_{N}}\}[k]}\left(\scriptstyle {\rm {DFT}}\displaystyle \{v_{_{N}}\}[k]\right).\end{aligned}}}
ДВПФ можно записать в виде:
{\displaystyle {\mathcal {F}}\{u_{_{N}}*v\}(f)={\frac {1}{N}}\sum _{k=-\infty }^{\infty }\left(\scriptstyle {\rm {DFT}}\displaystyle \{u_{_{N}}*v\}[k]\right)\cdot \delta \left(f-k/N\right).\quad \scriptstyle {\mathsf {(Eq.5a)}}}
{\displaystyle {\mathcal {F}}\{u_{_{N}}\}(f)={\frac {1}{N}}\sum _{k=-\infty }^{\infty }\left(\scriptstyle {\rm {DFT}}\displaystyle \{u_{_{N}}\}[k]\right)\cdot \delta \left(f-k/N\right).}
Произведение {\displaystyle V(f)} тем самым сводится к дискретно-частотной функции:
{\displaystyle {\begin{aligned}{\mathcal {F}}\{u_{_{N}}*v\}(f)&=G_{_{N}}(f)V(f)\\&={\frac {1}{N}}\sum _{k=-\infty }^{\infty }\left(\scriptstyle {\rm {DFT}}\displaystyle \{u_{_{N}}\}[k]\right)\cdot V(f)\cdot \delta \left(f-k/N\right)\\&={\frac {1}{N}}\sum _{k=-\infty }^{\infty }\left(\scriptstyle {\rm {DFT}}\displaystyle \{u_{_{N}}\}[k]\right)\cdot V(k/N)\cdot \delta \left(f-k/N\right)\\&={\frac {1}{N}}\sum _{k=-\infty }^{\infty }\left(\scriptstyle {\rm {DFT}}\displaystyle \{u_{_{N}}\}[k]\right)\cdot \left(\scriptstyle {\rm {DFT}}\displaystyle \{v_{_{N}}\}[k]\right)\cdot \delta \left(f-k/N\right),\quad \scriptstyle {\mathsf {(Eq.5b)}}\end{aligned}}}
где эквивалентность {\displaystyle V(k/N)} и {\displaystyle \left(\scriptstyle {\rm {DFT}}\displaystyle \{v_{_{N}}\}[k]\right)} следует по свойству выборки ДВПФ. Таким образом, эквивалентность (5a) и (5b) требует:
{\displaystyle \scriptstyle {\rm {DFT}}\displaystyle {\{u_{_{N}}*v\}[k]}=\left(\scriptstyle {\rm {DFT}}\displaystyle \{u_{_{N}}\}[k]\right)\cdot \left(\scriptstyle {\rm {DFT}}\displaystyle \{v_{_{N}}\}[k]\right).}

Мы также можем проверить обратное ДВПФ из (5b):
{\displaystyle {\begin{aligned}(u_{_{N}}*v)[n]&=\int _{0}^{1}\left({\frac {1}{N}}\sum _{k=-\infty }^{\infty }\scriptstyle {\rm {DFT}}\displaystyle \{u_{_{N}}\}[k]\cdot \scriptstyle {\rm {DFT}}\displaystyle \{v_{_{N}}\}[k]\cdot \delta \left(f-k/N\right)\right)\cdot e^{i2\pi fn}df\\&={\frac {1}{N}}\sum _{k=-\infty }^{\infty }\scriptstyle {\rm {DFT}}\displaystyle \{u_{_{N}}\}[k]\cdot \scriptstyle {\rm {DFT}}\displaystyle \{v_{_{N}}\}[k]\cdot \underbrace {\left(\int _{0}^{1}\delta \left(f-k/N\right)\cdot e^{i2\pi fn}df\right)} _{{\text{0, for}}\ k\ \notin \ [0,\ N)}\\&={\frac {1}{N}}\sum _{k=0}^{N-1}{\bigg (}\scriptstyle {\rm {DFT}}\displaystyle \{u_{_{N}}\}[k]\cdot \scriptstyle {\rm {DFT}}\displaystyle \{v_{_{N}}\}[k]{\bigg )}\cdot e^{i2\pi {\frac {n}{N}}k}\\&=\ \scriptstyle {\rm {DFT}}^{-1}\displaystyle {\bigg (}\scriptstyle {\rm {DFT}}\displaystyle \{u_{_{N}}\}\cdot \scriptstyle {\rm {DFT}}\displaystyle \{v_{_{N}}\}{\bigg )}.\end{aligned}}}

## Теорема свёртки для обратного преобразования Фурье
Существует также теорема свёртки для обратного преобразования Фурье. Здесь «{\displaystyle \cdot }» представляет собой произведение Адамара, а «{\displaystyle *}» представляет свёртку двух матриц.
{\displaystyle {\begin{aligned}&{\mathcal {F}}\{u*v\}={\mathcal {F}}\{u\}\cdot {\mathcal {F}}\{v\}\\&{\mathcal {F}}\{u\cdot v\}={\mathcal {F}}\{u\}*{\mathcal {F}}\{v\}\end{aligned}}}
так что
{\displaystyle {\begin{aligned}&u*v={\mathcal {F}}^{-1}\left\{{\mathcal {F}}\{u\}\cdot {\mathcal {F}}\{v\}\right\}\\&u\cdot v={\mathcal {F}}^{-1}\left\{{\mathcal {F}}\{u\}*{\mathcal {F}}\{v\}\right\}\end{aligned}}}

## Теорема свёртки для обобщённых функций умеренного роста
Теорема о свёртке распространяется на обобщённые функции умеренного роста. Здесь v — произвольная обобщённая функция умеренного роста:
{\displaystyle {\begin{aligned}&{\mathcal {F}}\{u*v\}={\mathcal {F}}\{u\}\cdot {\mathcal {F}}\{v\}\\&{\mathcal {F}}\{\alpha \cdot v\}={\mathcal {F}}\{\alpha \}*{\mathcal {F}}\{v\}.\end{aligned}}}
Но {\displaystyle u=F\{\alpha \}} должно «быстро убывать» по направлению к {\displaystyle -\infty } и {\displaystyle +\infty }, чтобы гарантировать существование как свёртки, так и её произведения. Эквивалентно, если {\displaystyle \alpha =F^{-1}\{u\}} — гладкая «медленно растущая» обыкновенная функция, то она гарантирует
существование как умножения, так и произведения свёрток.
В частности, каждое компактно поддерживаемая обобщённая функция умеренного роста, например, дельта-функция, является «быстро убывающей». Эквивалентно, полосовые
функции, такие как функция, которая постоянно равна {\displaystyle 1}, являются гладкими «медленно растущими» обычными функциями. Если, например, {\displaystyle v\equiv \operatorname {\text{Ш}} } является гребнем Дирака, то оба уравнения дают формулу суммирования Пуассона, и если, кроме того, {\displaystyle \alpha \equiv 1} является дельта-функцией, то {\displaystyle \alpha \equiv 1} постоянно равно единице, и эти уравнения дают тождество гребня Дирака.

## Замечания
1. ↑  Примером является функция MATLAB hilbert(u,N).